# Alta GP
Alta GP je dirkalnik, ki je bil uporabljen na dirkah za Veliko nagrado, Formuli 1 in Formule 2 med letoma 1946 in 1953 večinoma s strani moštva Equipe Gordini s strani več privatnih britanskih dirkačev. Skupno je bil dirkalnik uporabljen na tridesetih dirkah, na katerih je edino uvrstitev na stopničke dosegel Joe Kelly s tretjim mestom na neprvenstveni dirki Ulster Trophy v sezoni 1952.

## Prvenstveni rezultati Formule 1
(legenda)
| Leto | Moštvo    | Motor    | Dirkač         | 1   | 2   | 3   | 4   | 5   | 6   | 7   | 8   |
| ---- | --------- | -------- | -------------- | --- | --- | --- | --- | --- | --- | --- | --- |
| 1950 | Privatnik | Alta L4s |                | VB  | MON | 500 | ŠVI | BEL | FRA | ITA |     |
| 1950 | Privatnik | Alta L4s | Geoff Crossley | NC  |     |     |     | 9   |     |     |     |
| 1950 | Privatnik | Alta L4s | Joe Kelly      | NC  |     |     |     |     |     |     |     |
| 1951 | Privatnik | Alta L4s |                | ŠVI | 500 | BEL | FRA | VB  | NEM | ITA | ŠPA |
| 1951 | Privatnik | Alta L4s | Joe Kelly      |     |     |     |     | NC  |     |     |     |